# Mathys Tel
Mathys Henri Tel (født 27. april 2005) er en fransk professionel fodboldspiller, som spiller som angriber for Premier League-klubben Tottenham Hotspur.

## Klubkarriere

### Stade Rennais
Tel fik sin professionelle debut med Stade Rennais den 15. august 2021 i en Ligue 1-kamp imod Stade Brest. I en alder af 16 år og 110 dage blev han den yngste spiller nogensinde til at spille for klubben, da han slog rekorden sat af Eduardo Camavinga.

### Bayern München
Tel skiftede i juli 2022 til Bayern München. Han scorede sit første mål for klubben den 31. august 2022 i en DFB-Pokal-kamp imod Viktoria Köln, og blev hermed den yngste målscorer for klubben nogensinde. Han scorede sit første mål i Bundesligaen den 10. september af samme år, og blev hermed også Bayerns yngste målscorer i ligaen nogensinde.

### Tottenham Hotspur
Tel skiftede i februar 2025 til Tottenham Hotspur på en lejeaftale som inkluderede en købsoption. Tottenham valgte at bruge denne option i juni, og han skiftede hermed til klubben på en fast aftale.

## Landsholdskarriere
Tel har repræsenteret Frankrig på flere ungdomsniveauer. Han var del af Frankrigs U/17-trup som vandt U/17 EM i 2022.

## Titler
Bayern München
- Bundesliga: 2 (2022-23, 2024-2025)

Tottenham Hotspur
- UEFA Europa League: 1 (2024–-25)

Frankrig U/17
- U/17 Europamesterskabet: 1 (2022)